# Poike
Poike je jedna ze tří vyhaslých sopek na Velikonočním ostrově
Je to štítová sopka s vrcholem ve výšce 412 m n. m. Je druhou nejvyšší na ostrově (po Maunga Terevaka).

## Geografie a vulkanologie
Těleso sopky Poike tvoří východní výběžek Velikonočního ostrova. Sopka naposledy vybuchla
před 230 000 až 705 000 roky a je nejstarší za tří sopek na ostrově. Povrch sopky je silně zvětralý. Rozhraní mezi sopkami Poike a Maunga Terevaka je tvořeno více než 3,5 kilometry dlouhým, příkrým příkopem, zvaným Ko te Ava o Iko čili Ikův příkop . Vedle hlavního vrcholu Maunga Pu A Katiki, kde se nalézá kráter o průměru 150 m a hloubce cca 15m, je na úbočí sopky několik bočních pyroklastických kuželů, dnes již značně zerodovaných: Maunga Vai a Heva, Maunga Parehe či Maunga Tea Tea.
V jihovýchodní části Poike se nalézá Roggeveenův mys, pojmenovaný po Holanďanovi Jacobu Roggeveenovi, který poprvé navštívil ostrov o Velikonocích roku 1722. Nejvýchodnější část je ukončena mysem Cumming. V severovýchodní části se nalézá O'Higginsův mys, pojmenovaný po chilské korvetě O'Higgins, která jako první chilská válečná loď přistála u ostrova roku 1870.

## Eroze půdy
V nejvýchodnější části sopky Poike a celého ostrova se nejvíce projevil katastrofický dopad
odlesnění ostrova domorodým obyvatelstvem. Zejména v této oblasti ostrova došlo po odlesnění ostrova k rychlé erozi půdy a odvátí zeminy do moře. V období od osídlení ostrova, tedy mezi léty 300 až 600 n. l. až přibližně do roku 1280 n. l. bylo území sopky Poike využíváno tradičním polynéským způsobem, bez jakékoliv eroze půdy.
Poté však došlo k vykácení dominantního rostlinného druhu - palmy Jubaea. Zhruba od roku 1400, až do konce devatenáctého století docházelo k silné půdní erozi a odplavování dešťovou vodou. V průměru zmizelo každý rok 8,6 tun zeminy z hektaru. V oblasti na východ od vrcholu Poike je dnes několik desítek hektarů povrchu zcela bez půdy a tedy bez jakékoliv vegetace.

## Ana O Keke
V severovýchodní části areálu sopky Poike se nachází 380 metrů dlouhá jeskyně Ana O Keke (Jeskyně panen) s petroglyfy domorodého obyvatelstva. Jeskyně se nachází v blízkosti mořských útesů. K jejímu dosažení je třeba útesy sestoupit. Jeskyně měla v domorodé kultuře vztah ke kultu Ptačího muže. Vybrané dívky, určené pro vítěze závodu Ptačího muže, žily šest měsíců v jeskyni, aby se rituálně očistily a jejich položka vybledla nedostatkem světla.